# Cruzeiro da Fortaleza
Cruzeiro da Fortaleza é um município brasileiro do estado de Minas Gerais. Sua população em 2022, segundo o censo demográfico daquele ano, era de 3 521 habitantes.
Cruzeiro da Fortaleza apresenta como atrativo turístico o rio Fortaleza, represa Bela Vista, artesanato, culinária típica, áreas preservadas do cerrado, festas religiosas tradicionais, destacam-se as de Nossa Senhora de Fátima, Sagrado Coração de Jesus, São Benedito, São Sebastião e Nossa Senhora do Rosário.
A festa Regional do Queijo é um dos eventos mais importantes da cidade. Durante a sua realização, ocorrem shows artísticos, desfiles, cavalgadas, maratonas e a eleição da Rainha do Queijo.
A HISTÓRIA DE CRUZEIRO DA FORTALEZA
- ORIGEM DO MUNICÍPIO -
O Município foi criado com a denominação de Nossa Senhora do Patrocínio e o território desmembrado do de Araxá, ao qual pertencia, pela Provincial Nº 171 de 23 de março de 1840, ocorrendo a instalação em 7 de abril de 1842.
Alguns anos depois, em 12 de janeiro de 1874, instalava-se a cidade de Patrocínio, e aí aparece o distrito de Cruzeiro da Fortaleza, como parte integrante do município de Patrocínio . Cruzeiro da Fortaleza teve início há mais de cem anos, em torno de um Marco de Santa Cruz, erigido pelo fazendeiro Antônio Luiz. O topônimo da cidade originou-se justamente por causa desse Cruzeiro, juntamente com o nome do ribeirão que banha o município, o Ribeirão Fortaleza . 
Sabe-se que o Ribeirão Fortaleza, formado pela confluência do Córrego do Sabão e do Córrego Inhame, ambos nascidos nas encostas da Serra do Salitre, município da cidade também denominada Serra do Salitre, foi assim, denominado pelo fato de ter sido encontrado no início do século passado, em sua margem direita, vestígios de uma antiga fortaleza, constituída de vários esteios de madeira fincados em forma de cerca devidamente alinhados, além de segmentos de pedras rusticamente trabalhadas e algumas escavações semelhantes às antigas trincheiras, até então usadas por nossos colonizadores. Calcula-se que tais ruínas poderiam ter sido na antiguidade uma fortaleza; já que nessas paragens, de acordo com a história, ocorreram violentos combates entre os colonizadores e os índios da Tribo dos Araxás. Diante da possível existência dessa Fortaleza, foi que a Região passou a ser chamada Mata da Fortaleza e consequentemente sua principal bacia hidrográfica do Ribeirão da  Fortaleza,  ou simplesmente Fortaleza.
Informações muito seguras garantem que os primeiros habitantes que fixaram na Região eram fazendeiros de Patrocínio e de Santana de Patos, que foram para cultivar suas terras muito férteis para as culturas do arroz, feijão e milho. Um desses fazendeiros foi Antônio Luiz da Silva Leite, que adquiriu na época uma grande gleba de terra. Instalou a sede de sua fazenda à margem direita do córrego, hoje chamado de Córrego da Ponte Funda, cujo local era denominado de Fazenda Capão da Lagoa, que distância aproximadamente 6 (seis) quilômetros desta Cidade. Ainda existe no local mencionado evidências de que no passado houve ali uma casa, várias mangueiras, tijolos, pedras de alicerce, marcas do rego d’água e outras escavações.
Por lá, passava a estrada rumo a Patrocínio e por volta do ano de 1881, foi erguido um alto cruzeiro de madeira (aroeira secular); ficando o local popularmente conhecido como o Cruzeiro da Fortaleza, surgindo desta forma o topônimo do Município.
Pouco depois foi construída pelo Senhor Antônio Luiz da Silva Leite uma capela rústica de madeira em louvor ao sagrado lenho, festejando o dia de Santa Cruz (3 de maio).
De acordo com as fontes informativas no Cruzeiro da Fortaleza, tornou-se habitualmente um ponto de descanso para os transeuntes da estrada que por aqui passavam provindos da Região de Carmo do Paranaíba rumo a Patrocínio.
Havia próximo ao Cruzeiro uma árvore muito frondosa, sombra acolhedora, onde os cavaleiros afrouxavam as celas de seus animais; geralmente aproveitavam para ir ao Ribeirão com a finalidade de banhar, lavar o rosto ou simplesmente apanhar água. Existia na época uma trilha em linha reta rumo ao Ribeirão e lá uma aguada muito bem zelada.
Aos poucos, foram surgindo as primeiras casas residenciais nas imediações do Cruzeiro. Logo um dos moradores montou uma vendinha, onde eram comercializados os artigos de consumo da pequena população do povoado. Com o crescimento no povoado da população infantil, surgiu a primeira escola, construída a mando do Presidente da Câmara Municipal de Patrocínio. Vale ressaltar que todas as construções foram edificadas nas imediações da Praça do Cruzeiro, atualmente denominada Praça Santa Cruz. Com o surgimento de outras residências, a capela foi aumentada suficientemente com o objetivo de acomodar os fiéis durante as celebrações oficializadas por padres de Serra do Salitre. Registra-se também que excluindo à Praça do Cruzeiro e suas adjacências, o que hoje constitui o perímetro urbano da Cidade, eram predominados pela vegetação nativa típica de cerrado, com árvores de galhos retorcidos, a exemplo de paus-terra, pequizeiros, jatobás, paus d’óleo etc.
Na parte baixa do povoado, margem direita do Ribeirão Fortaleza, existia em toda sua extensão uma faixa de mata virgem composta de perobas, jacarandás,  ipês, imbaúbas, aroeiras, bálsamos e outras variedades.  Por se tratar de um lugar muito próximo ao Ribeirão, com abundância de água, a fauna era riquíssima. Havia em nossas matas e cerrados uma infinidade de animais, pássaros e peixes. Podemos citar como animais comuns desta região na época: onças pintadas, lobos guarás, raposas, pacas, capivaras, veados campestres e mateiros, e vários outros; como pássaros os mais comuns era papagaios, emas, seriemas, jacus, mutuns, perdizes, codornas, inhambus, urutaus; e como peixes: mandis, bagres, lambaris, piaparas, piaus, dourados de pequeno porte, peixe espada, papa-terras e outros.
A partir de 1900, existia no povoado em torno de cinquenta casas residenciais. Com a evolução e a expansão do povoado começaram surgir pessoas com certo prestígio, e que já eram bem ouvidas pelo Governo do estado. Foi então surgindo entre essas pessoas, que podemos denominá-las de pioneiras, o ideal progressista; se organizaram e resolveram solicitar junto ao Governador de época a elevação do povoado à categoria de Distrito, o que ocorreu pela promulgação da Lei Estadual nº 556 de 30 de agosto de 1911, subordinando o recém-criado Distrito de Cruzeiro da Fortaleza ao Município de Patrocínio. 
Na época, eram líderes da comunidade de Cruzeiro da Fortaleza o Senhor João Fernandes de Melo, Senhor Antônio Luiz da Silva Leite, Senhor Amâncio José da Silva, Senhor José Ferreira da Silva e Senhor Major Custódio Pereira . O povoado era formado por um grupo de famílias, entre elas: Sr. Antônio Luiz da Silva Leite, Sr. Antônio Fernandes de Melo, Sr. José Pereira Nunes, Sr. Antônio Ribeiro da Silva, Sr. Antônio Ferreira Côrtes, Sr. Diomar Corrêa Côrtes, Sr. Gustavo Leite, Sr. José Luiz Siqueira. Cruzeiro da Fortaleza foi elevado à categoria de distrito por força da Lei 556 de 30 de Agosto de 1911.Em 1912, dia 15 de Novembro, por Decreto do Senhor Governador do Estado de Minas Gerais, Dr. Júlio Bueno Brandão, foi instalado o distrito de Cruzeiro da Fortaleza, com vasta área territorial previamente doado pelo seu fundador, para seu patrimônio distrital na quarta década deste século, já dispunham dos prejudicados que lhe garantiam os foros do município. E não obstante, haviam seus filhos pleiteando esse direito, foi pretensão mal sucedida várias vezes. No Censo de 1920, o distrito ainda figurava como parte integrante de Patrocínio. 
Após a elevação do povoado à categoria de Distrito, houve um período de estagnação em nosso crescimento; e somente com o advento e valorização do leite e de seus derivados, e consequentemente o surgimento de grandes rebanhos de gado bovino, o Distrito reiniciou a sua fase de crescimento. A pecuária tornou-se a principal fonte de receita de nossa economia, que prontamente foi reconhecida por Patrocínio e toda a Região. O nosso queijo artesanal se destacou pelo seu sabor e qualidade; sendo apreciados e requisitados pelos consumidores e comerciantes regionais. (Em 4 de dezembro de 2024, a Unesco reconheceu o modo de fazer o Queijo Minas Artesanal como Patrimônio Cultural Imaterial da Humanidade)
Nossas terras se valorizaram, e o Distrito começou a crescer aceleradamente, dezenas de casas foram construídas. A antiga capela foi remodelada, aumentando seu espaço para o acolhimento de todos os fiéis.
A sede do Distrito foi adquirindo novo aspecto, as ruas foram alongadas sempre em direção à parte alta da Cidade. Construíram a praça que hoje chamamos de Praça do Santuário, local onde foi edificada a Igreja, que depois de vários anos foi demolida, após a construção do atual Santuário de Nossa Senhora de Fátima. A princípio na atual Praça do Santuário, havia em seu interior árvores nativas de grande porte, inclusive conta-se que havia na parte baixa da Praça, nas imediações do cruzamento da Rua Paraíba com a Avenida Nossa Senhora de Fátima duas árvores da variedade chamada Barriguda. A Praça era repleta de murundus de cupins, formigueiros e tocas de tatus. Havia trilhas que se cruzavam no referido logradouro, por onde as pessoas transitavam. Logo abaixo da Praça, já descambando em direção ao ribeirão, à margem esquerda de uma variante da Estrada via Patrocínio, havia uma grande árvore da variedade Copaíba ou Pau d óleo, em cuja sombra foi construído um estaleiro onde eram suspensos troncos da madeira para serem cortadas manualmente, com a finalidade da extração de tábuas e outras peças usadas nas construções. Por se tratar de um local afastado do centro do povoado, com o tempo foi se transformando num recanto não muito familiar. Diante de tal situação algumas senhoras moralistas, resolveram fazer uma verdadeira devassa no local. 
Ainda pelos decretos Estaduais Nº 148 de 17/12/1938, Nº 1.058 de 31/12/1943 e ainda pela Lei Nº 1.039 de 12/12/1953 o distrito figurava como componente do município de Patrocínio. Ainda como distrito de Patrocínio, foi construído um Grupo Escolar. Foi denominado “Escola Major Custódio Pereira” , em homenagem póstuma ao Exmo Sr. Major Custódio Pereira, um dos ilustres homens de nossa terra, o qual passou por elevados postos como: Inspetor de Ensino Primário, Escrivão, Juiz de Paz e outros.
No ano de 1950, foram até a Capital Belo Horizonte com este objetivo, recebendo naquela oportunidade do Governo do Estado a promessa de que levaria a reivindicação à Assembleia Legislativa. Contudo, ainda havia no Distrito indiferença de vários moradores que não viam condições propícias para elevação do Distrito em nível de Município independente de Patrocínio.  Realmente, a situação apesar de alguns avanços ainda era lastimável, não havia abastecimento de água, a energia de péssima qualidade, gerador cujo motor era movido a óleo diesel, não possuindo potência suficiente para a iluminação da Cidade, que constava de apenas quatro ruas e suas respectivas travessas, do cemitério, uma escola, uma igreja, duas três casas comerciais e uma pequena farmácia. Foi no início 1960 que esse movimento municipalista recrudesceu no seio de nossas lideranças políticas. Nesse ano, houve várias reuniões, todas as lideranças abraçaram a causa. Foi organizada uma comissão que se dirigiu ao Governador do Estado, Dr. José de Magalhães Pinto, que prontamente enviou o Projeto de Lei no sentido de nossa emancipação à Assembleia Legislativa. O Projeto foi aprovado, transformando-se na Lei Estadual nº  2764, de 30 de dezembro de 1962, convertendo, portanto, o Distrito de Cruzeiro da Fortaleza em Município independente. Pela mencionada Lei o Município de Cruzeiro da Fortaleza ficou constituído do Distrito de Brejo Bonito e de vários povoados, com extensão territorial de 204,5 quilômetros quadrados. A instalação do Município ocorreu em 1º de março de 1963, tendo como primeiro mandatário o intendente José Ferreira da Silva, que governou o Município recém-criado por 6 (seis) meses.
O primeiro prefeito democraticamente eleito pelo Município foi o Senhor José Pereira Nunes, que governou no período de 30.08.63 até 31.01.67. Juntamente com a eleição do Prefeito foi eleita à Câmara Municipal  composta  pelos vereadores: Mário Henriques da Silva, João de Melo Romão, Lázaro José de Almeida, Antônio  Domingos dos Reis, Adão Luiz da Silva, Agibre Francisco Borges, Rafael Ferreira da Silva, Donatil Romão de Melo e José Batista Correia, este substituindo o vereador Mário Henriques da Silva.  Concluído o mandato do Prefeito José Pereira Nunes, passaram  pela Prefeitura de nosso Município até nossos dias os seguintes Prefeitos: Altair Henriques Siqueira 31.01.67/ 31.01.71, José Milton Nunes 31.01.71/31.01.73, Antônio Silva 31.01.73/31.01.77, José Fernandes de Melo 31.01.77/01.01.83, Danilo Jose dos Santos 01.02.83/31.12.88, Pedro Antônio dos Reis 01.01.89/31.12.92, João de Melo Silva 01.01.93/31.12.96, José Milton Nunes 01.01.97/31.01.2000, Luiz Eustáquio  de Andrade 01.01.01/31.12.04, José Ricardo de Melo 01.01.05/31.12.08, João de Melo Silva 01.01.13/31.01.16, Agnaldo Silva 01.01.17/31.01.24 e atualmente pela reeleição direito político constitucional, Art.14, parágrafo 5ª da Constituição Federal, o Prefeito Antônio Côrtes de Almeida deverá governar o Município até 31 de dezembro de 2028. 

## Geografia
Localiza-se na Microrregião de Patrocínio.